# Subaru Tecnica International
Subaru Tecnica International (in giapponese スバルテクニカインターナショナル株式会社?, Subaru Tekunika Intānashonaru Kabushiki-gaisha), o STI (prima del 2006, STi), è la divisione motorsport di Subaru. STI, insieme a Prodrive del Regno Unito, si è specializzata nella preparazione di molti veicoli per il Subaru World Rally Team che ha gareggiato nel campionato del mondo rally (WRC). È stata fondata nel 1988 da Fuji Heavy Industries, la società madre di Subaru, per promuovere l'identità dell'azienda orientata alle alte prestazioni.

## Storia
STi è stata fondata da Noriyuki Koseki e Ryuichiro Kuze nel 1988.

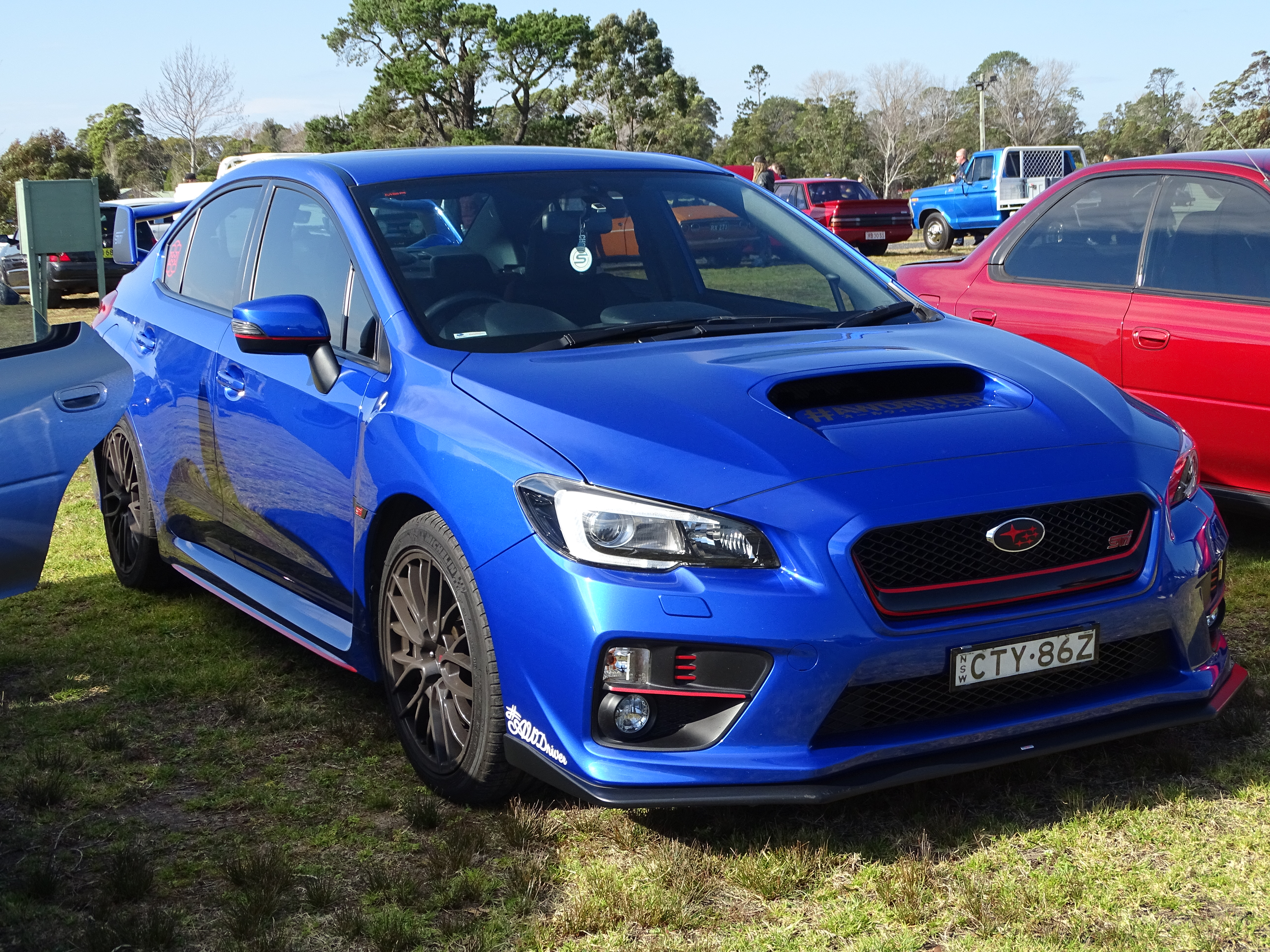
Subaru WRX STi

Le versioni STI di Impreza, Forester e Legacy sono state commercializzate come veicoli in edizione limitata in alcuni Paesi. STI progetta anche parti migliorate, per lo più relative alle sospensioni, per l'uso su vari veicoli Subaru.
Le automobili con le prestazioni più elevate vendute da Subaru sono modelli a produzione limitata messi a punto da STI e rientranti nella linea S Line.